# Cory Wong
Cory Wong (Poughkeepsie, 8 marzo 1985) è un chitarrista, produttore discografico, cantautore, bassista e conduttore di podcast statunitense. È noto per i suoi lavori da solista nell'ambito jazz, funk e rock, nonché per le sue capacità di improvvisazione e le sue collaborazioni con artisti  e gruppi come Vulfpeck, Stay Human, Chris Thile. Ha pubblicato diversi album dal vivo e in studio, ed è stato nominato ai Grammy Award con l'album Meditation, realizzato in collaborazione con Jon Batiste.

## Primi anni
Cory Wong è nato l'8 marzo 1985 a Poughkeepsie (New York) ed è cresciuto a Minneapolis (Minnesota). Durante l'infanzia, il padre gli fece conoscere diversi generi musicali: in particolare musica classica, jazz e rock. Cory Wong iniziò a studiare pianoforte all'età di 9 anni, passando poi al basso e alla chitarra. Secondo le sue dichiarazioni, i primi gruppi a influenzarlo in modo rilevante sono stati i Red Hot Chili Peppers e i Primus.  Durante l'adolescenza fondò il suo primo gruppo punk rock.
Dopo aver frequentato l'Università del Minnesota e il McNally Smith College of Music di Saint Paul, iniziò l'attività di musicista jazz professionale all'età di vent'anni. In questo periodo, si esibiva regolarmente nei club di Minneapolis-Saint Paul.

## Carriera musicale
Nel 2008 il Cory Wong Quartet pubblicò l'album Even Uneven e nel 2010 il brano di Wong Upstream divenne disponibile come download aggiuntivo nel gioco Rock Band 2. Nel 2012, collaborando con il bassista Billy Peterson, il batterista Zach Schmidt e i pianisti Dan Musselman e Kevin Gastonguay, Wong realizzò il doppio album Quartet/Quintet. La parte del quintetto dell'album presentava la medesima formazione di quella del quartetto, fatta eccezione per la presenza di Andy Shuster al basso e Gastonguay al Fender Rhodes, con Mussselman al pianoforte.
Nel 2013 Wong si esibì per sei mesi nei Dr. Mambo's Combo, una band di Minneapolis che comprendeva, fra i veterani della scena musicale R&B-pop-funk della città, anche il batterista Michael Bland e il bassista Sonny Thompson, membri della band di Prince. Nel medesimo periodo, Wong incontrò Jack Stratton, Theo Katzman, Woody Goss e Joe Dart del gruppo Vulfpeck, in occasione di uno spettacolo casalingo a Minneapolis. Wong legò subito con i quattro, e tutti iniziarono a suonare insieme dal vivo ancor prima che Wong si unisse a loro in studio per la registrazione del secondo LP di Vulfpeck: The Beautiful Game del 2016, che si piazzò al decimo posto nella classifica Billboard Top R&B / Hip-Hop Albums. Nello stesso 2016 inoltre, Wong pubblicò un EP da solista: MSP, Pt. 1.
Nel settembre del 2017, Wong pubblicò il suo album di debutto da solista: una fusione di R&B, jazz e rock con il titolo di Cory Wong and the Green Screen Band. L'album, per lo più strumentale, comprendeva alcune apparizioni canore di Antwaun Stanley, anch'egli collaboratore dei Vulfpeck. Due mesi dopo, la chitarra di Wong fu inclusa in Mr. Finish Line, il terzo album dei Vulfpeck.
Il secondo album da solista di Cory Wong nacque da una telefonata ricevuta dall'organista Ricky Peterson, il quale gli comunicava che sarebbe stato a Minneapolis la settimana successiva. Wong, eccitato dalla possibilità di lavorare con lui in studio, affermò di essere al lavoro su alcuni brani, manifestando il desiderio di registrarli con la collaborazione di Peterson. Si affrettò quindi a scrivere alcune canzoni nei giorni precedenti la sessione, formando anche una sezione ritmica composta dai precedentemente citati Sonny Thompson e Michael Bland. Una seconda formazione si unì a Wong per un'ulteriore sessione a Minneapolis, e infine venne eseguita una terza sessione a Nashville in compagnia di Ben Rector e della sua band. Il risultato finale fu l'album The Optimist, rilasciato nell'agosto 2018. L'album comprendeva anche contributi a distanza di Antwuan Stanley, Marti Fischer e KATIS, oltre alla sezione di fiati Hornheads, anch'essa collaboratrice di Prince. L'album raggiunse il 19º posto nella classifica degli album jazz degli Stati Uniti.
Wong è inoltre membro del gruppo Fearless Flyers, un gruppo composto da Wong, Joe Dart (Vulfpeck) al basso, Mark Lettieri (Snarky Puppy)  e il batterista Nate Smith. Il quartetto ha pubblicato un EP omonimo su Vulf Records e ha debuttato dal vivo a settembre 2018. Nel 2019, Cory Wong ha pubblicato una serie di registrazioni di esibizioni live, tra cui Live in Minneapolis, Live on the Lido Deck e Live in the United Kingdom. Inoltre Wong e i membri dei Vulfpeck sono stati gli headliner di uno spettacolo che ha registrato il tutto esaurito al Madison Square Garden.
Nel 2019 Wong  ha pubblicato il suo terzo album: Motivational Music for the Syncopated Soul . Esso contiene collaborazioni da parte di Phoebe Katis, Antwaun Stanley, Michael Bland, Sonny T., Ben Rector, Jon Batiste, Louis Cato, Nate Smith e altri artisti. Nel 2020 ha pubblicato Elevator Music for an Elevated Mood, il suo quarto album da solista, definito una continuazione dell'album precedente.
Sempre nel 2020, Wong ha collaborato con il tastierista Jon Batiste in occasione di Meditations, album che ha ricevuto la nomination ai Grammy Award per il miglior album New Age.
Ancora nel 2020 Wong ha pubblicato The Striped Album. In edizione limitata a 800 copie fisiche (100 delle quali firmate), l'album è stato definito da Wong come il suo ultimo lavoro dell'anno e la migliore rappresentazione di sé stesso come artista sotto forma di album. Contiene un featuring con il chitarrista statunitense Joe Satriani nel brano Massive, oltre a quelli realizzati con Kimbra, The Hornheads, Phoebe Katis, David T. Walker e Mr. Talkbox. 
Si è poi unito nel 2021 al sassofonista Dave Koz in occasione dell'album Golden Hour, il quale ha raggiunto la quinta posizione della classifica degli album di jazz contemporaneo.
Il 3 settembre del medesimo anno Wong ha pubblicato, in collaborazione con Dirty Loops, l'album R&B Turbo, contenente 7 tracce. 
Nel 2022 Cory Wong è tornato al suo lavoro da solista pubblicando Power Station, album che rimanda agli anni ottanta, essendo infatti influenzato dal funk e dal pop di quegli anni. L'album include le apparizioni di Chromeo, Victor Wooden, Bèla Fleck ed ulteriori artisti.
Wong si è poi esibito con Dave Koz, Metropole Orkest, Stay Human (la house band del Late Show with Stephen Colbert) e con la band di Chris Thile all'interno del programma radiofonico Live from Here. Ha fatto tournée negli Stati Uniti e in Europa a sostegno dei suoi album da solista e con Vulfpeck.

## Strumentazione
Cory Wong è un assiduo utilizzatore della Fender Stratocaster, della quale possiede anche una signature personale in commercio ispirata a quella che ormai è la sua chitarra principale da anni. La chitarra è dotata di una finitura laccata satinata trasparente in colorazione blu zaffiro, un body in ontano ridimensionato con contorni scolpiti, un manico con profilo a D in acero con raggio composto da 10 a 14" e tre pickup single coil Seymour Duncan Cory Wong Clean Machine. Wong suona con due di questi strumenti in versione standard durante le tournée; Fender gli invia esemplari delle sue signature stratocaster per fargliele suonare, in modo da controllare la qualità degli strumenti in occasione di veri spettacoli dal vivo prima che vengano venduti nei negozi. 

## Cory and the Wongnotes
Nel 2021 Cory Wong ha annunciato un nuovo progetto: Cory and the Wongnotes, composto da un varietà e da un album musicale a supporto del suddetto. Composto da otto episodi, lo show è stato reso fruibile su YouTube a partire da giovedì 14 gennaio, data della pubblicazione del primo episodio, nel quale si vede Wong affiancato da una serie di co-protagonisti/musicisti quali Sonny Thompson (basso/chitarra/voce), Kevin Gastonguay (piano), Negah Santos (percussioni), Petar Janjic (batteria), Eddie Barbash (sassofono), Kenni Holmen (sassofono/flauto), Sam Greenfield (sassofono/clarinetto), Steve Strand (tromba), Jon Lampley (tromba) e Michael Nelson (trombone). L'annuncio contiene inoltre un avviso, il quale informa che il prodotto è stato registrato nell'agosto precedente alla data di lancio, in un ambiente privo della possibilità di diffondere o contrarre il Covid 19 durante la produzione.
L'album di supporto del varietà viene invece pubblicato il 5 febbraio; contiene 11 tracce per le quali Cory Wong ha collaborato con 11 componenti e con i cantanti Cody Fry e Antwuan Stanley. Il trailer di presentazione mostra Wong e la band su un set cinematografico di tipica raffigurazione rétro ispirato ai classici spettacoli di varietà realizzati negli anni settanta, mostrando così lo show, che comprende sketch comici, interviste agli artisti e esibizioni dal vivo. 
Martedì 12 aprile 2022, Cory Wong rilascia il trailer della seconda stagione di Cory Wong and the Wongnotes ancora una volta tramite il suo canale YouTube. La serie è composta da due episodi estesi pubblicati di martedì a cadenza settimanale, con la presenza di interviste di lunga durata, nuovi sketch e nuove collaborazioni con nuovi artisti tra i quali Chromeo, Billy Strings, Big Wild, Victor Wooten, Bela Fleck, Lindsay Ell, Mark Lettieri, Sierra Hull, Larry Carlton, Joey Dosik e Nate Smith. Questa nuova stagione della serie ha, come la precedente, un album di supporto, Power Station, il quale, pubblicato il 29 aprile, vede la presenza di molti degli ospiti di Wong. 

## Discografia
Album da solista
- Quartet/Quintet (2012)
- MSP, Pt.1 (2016)
- Cory Wong and The Green Screen Band (2017)
- The Optimist (2018)
- Motivational Music for the Syncopated Soul (2019)
- Elevator Music for an Elevated Mood (2020)
- Trail Songs Dusk (2020)
- Trail Songs (Dawn) (2020)
- The Striped Album (2020)
- Wong's Cafe (2022)

Cory Wong Quartet
- Even, Uneven (2008)

The Fearless Flyers
- The Fearless Flyers (2018)
- The Fearless Flyers II (2019)
- Tailwinds (2020)
- The Fearless Flyers III (2022)

Album realizzati con Jon Batiste
- Meditations (2020)

Album realizzati con Dave Koz
- The Golden Hour (2021)

Album realizzati con Dirty Loops
- Turbo (2021)

Album realizzati a supporto della serie "Cory Wong and the Wongnotes"
- Cory and the Wongnotes (2021)
- Power Station (2022)

Live album
- Live in Minneapolis (2019)
- Live on the Lido Deck (2019)
- Live in the U.K (2019)
- Live in Amsterdam (2020)
- Live at First (2020)
- The Syncopate & Motivate Tour (Set 1) (2020)
- The Syncopate & Motivate Tour (Set 2) (2020)
- The Paisley Park Session (2021)

## Nomination
| Anno | Prodotto nominato | Tipo di premio | Categoria             | Risultato |
| ---- | ----------------- | -------------- | --------------------- | --------- |
| 2021 | Meditation        | Grammy Award   | Miglior album New Age | Nominato  |